# Сиуч (деревня, Вологодская область)
Сиуч — деревня в Бабаевском районе Вологодской области.
Входит в состав Сиучского сельского поселения, с точки зрения административно-территориального деления — в Сиучский сельсовет.
Расположена на берегах реки Сиуч. Расстояние по автодороге до районного центра Бабаево составляет 35 км, до центра муниципального образования деревни Заполье — 1 км. Ближайшие населённые пункты — Заполье, Сиуч.
Население по данным переписи 2002 года — 77 человек (35 мужчин, 42 женщины). Преобладающая национальность — русские (96 %).
На 1912 год в деревне Сиуч Боровской волости Белозерского уезда Новгородской губернии находилось 82 двора, на которых имелось 136 жилых строения. Население составляло 502 человек, из них 273 мужского пола и 229 женского. Основным занятием жителей указано земледелие, дополнительными - скотоводство и лесной заработок. В деревне имелись часовня, земская школа с народной библиотекой при ней, мелочная лавка. Рядом располагалась железнодорожная станция с аналогичным названием, в которой проживало 43 человека (железнодорожники с семьями).